# Campeonato Cearense
Het Campeonato Cearense is het staatskampioenschap voetbal van de Braziliaanse staat Ceará. De staat is altijd present in het profvoetbal, maar haar clubs spelen de laatste jaren meer in de lagere divisies dan in de Série A. In 2020 steeg de competitie twee plaatsen op de CBF-ranking naar een achtste plaats, in 2021 stegen ze zelfs naar de zevende plaats en in 2022 zelfs naar een zesde plaats. Hierdoor mag de staat drie ploegen afvaardigen voor de nationale Série D, de ploegen die al in hogere divisies spelen niet meegerekend. De statelijke bond FCF bepaalt welke ploeg dit is. Meestal is dit de best presterende ploeg. Net zoals de andere staatscompetities kan het competitieopzet van jaar tot jaar verschillen. De clubs uit de hoofdstad Fortaleza zwaaien de scepter, enkel Icasa uit Juazeiro do Norte kon in 1992 de titel binnen halen.

## Geschiedenis

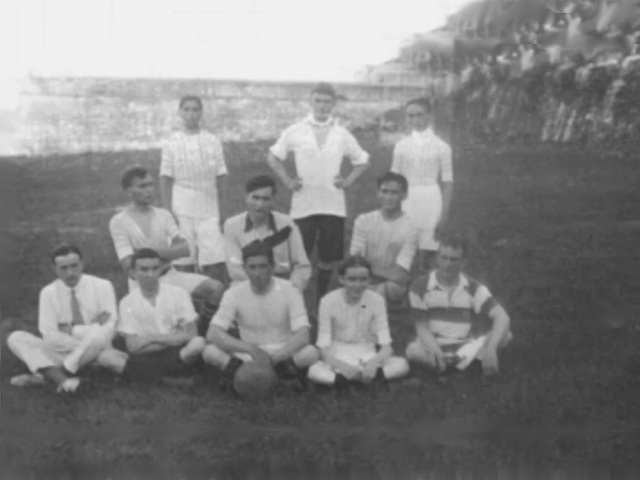
Foot-Ball Club in 1904, de eerste club van de staat.

Voetbal werd in 1903 geïntroduceerd in de staat door Engelsmannen die met hun schip in de haven van Fortaleza lagen. Het werd al snel een succes. In 1904 bracht José Silveira, die in Engeland gestudeerd had, een eerste bal mee en een boekje met regels. Op 24 december van dat jaar vond de eerste wedstrijd in de staat plaats tussen English Team, dat een dag eerder opgericht was door Engelsmannen en Foot-Ball Club, dat op 1 januari 1904 het levenslicht gezien had. English Team won met 2-0. Tussen 1906 en 1910 speelden de schoolteams Liceu Foot-Ball Club en Castelo Football Club regelmatig tegen elkaar. Het voetbal was in deze begindagen enkel voor de elite en de blanke bevolking. In 1912 richtte Alcides Santos de Liga Cearense de Futebol op. De stichtende clubs van deze bond waren American FC, bestaande uit ambtenaren van de London Bank South American, Associação Atlética, Ceará Football Club, Cearense Football Club, Fortaleza Sporting Club en Rio Negro Football Club. In 1913 wordt een eerste stadion ingewijd in de wedstrijd tussen Fortaleza Sporting Club en Hespéria AC. De eerste competities worden heden echter niet erkend door de voetbalbond.
In 1915 werd het Torneio da Liga Metropolitana Cearense gespeeld met vier clubs, Ceará SC, dat in 1914 opgericht was, Maranguape FC, Rio Negro FC en Stella Foot-Ball Club. Ceará won de eerste vijf titels, maar deze telden aanvankelijk officieel niet mee. Het echte Campeonato Cearense, georganiseerd door de Associação Desportiva Cearense, dat in 1941 de FCF werd, ging in 1920 van start. In 2008 ratificeerde de FCF de titels van 1915 tot 1919 waardoor Ceará er vijf titels ineens bij kreeg en zo in de stand ook over Fortaleza wipte.

## Nationaal niveau
Hoewel Fortaleza de vijfde grootste stad is van het land spelen de clubs op nationaal niveau geen rol van betekenis. Bij de invoering van de eerste nationale competitie, de Taça Brasil in 1959, werd elk jaar de staatskampioen gestuurd. Fortaleza nam vijf keer deel en verloor in 1960 de finale om de titel van Palmeiras. In 1968 bereikte de club opnieuw de finale en verloor nu van Botafogo. Ceará nam vier keel deel en bereikte in 1964 de halve finale. América kon één keer deelnemen. Bij het rivaliserende kampioenschap, Torneio Roberto Gomes Pedrosa (1967-1970), waaraan meerdere clubs uit de sterkere competities mochten deelnemen was er geen plaats voor de clubs uit Ceará. Bij de start van de Série A was Ceará er ook bij, twee jaar later volgde ook Fortaleza en van 1979 tot 1984 kon ook Ferroviário in de Série A spelen. Na 1986 kregen de staten niet meer automatisch een startticket voor de Série A en Ceará degradeerde in 1987 en kon nog terugkeren in 1993 en van 2010 tot 2011. Fortaleza speelde ook in 1993 en 2003 nog in de Série A en van 2005 tot 2006. In 2017 promoveerde Ceará terug naar de Série A. De club leek lang op degradatie af te stevenen maar door een remonte werd het behoud verzekerd en krijgt de club in 2019 gezelschap van rivaal Fortaleza dat kampioen werd in de Série B. In 2021 werd Fortaleza vierde en plaatste zich zo voor de groepsfase van de Copa Libertadores.
In de Série B is de staat elk jaar vertegenwoordigd. Met 30 seizoenen was Ceará een tijd koploper van alle clubs in Brazilië, de club speelde alle seizoenen dat het niet in de Série A speelde in de Série B. Fortaleza speelde er achttien seizoenen. Ferroviário speelde zeven seizoenen in de Série B, maar geen meer na 1991 toen de staten ook voor de Série B geen automatische deelnemer meer hadden. Guarany de Sobral, dat voor 1986 al vijf seizoenen in de Série B speelde kon er in 2002 één seizoen spelen. ADRC Icasa promoveerde in 2010 en speelde er drie seizoenen op rij en keerde terug in 2014.
Ook in de Série C zijn de clubs goed vertegenwoordigd. Fortaleza speelde er veertien seizoenen en Ferroviária is koploper met zestien seizoenen. Na de invoering van de Série D in 2009, werd het opzet van de Série C nu dat van de Série D waardoor de staat elk jaar één deelnemer mag afleveren. ADRC Icasa kon twee keer naar de Série B promoveren en degradeerde in 2015 terug naar de Série C en zakte hieruit in 2015, Guarany de Sobral speelde in 2011-2012 nog in de Série C. In 2018 promoveerde ook Ferroviário. In 2020 promoveerde ook Floresta en een jaar later Atlético Cearense waardoor Fortaleza nu vijf clubs in de drie hoogste divisies heeft. In 2022 degradeerden Atlético Cearense en Ferroviário, deze laatste kon een jaar later terug promotie afdwingen. 

## Winnaars
- 1915 Ceará
- 1916 Ceará
- 1917 Ceará
- 1918 Ceará
- 1919 Ceará
- 1920 Fortaleza
- 1921 Fortaleza
- 1922 Ceará
- 1923 Fortaleza
- 1924 Fortaleza
- 1925 Ceará
- 1926 Fortaleza
- 1927 Fortaleza
- 1928 Fortaleza
- 1929 Maguari
- 1930 Orion
- 1931 Ceará
- 1932 Ceará
- 1933 Fortaleza
- 1934 Fortaleza
- 1935 América
- 1936 Maguari
- 1937 Fortaleza
- 1938 Fortaleza
- 1939 Ceará
- 1940 Tramways
- 1941 Ceará
- 1942 Ceará
- 1943 Maguari
- 1944 Maguari
- 1945 Ferroviário
- 1946 Fortaleza
- 1947 Fortaleza
- 1948 Ceará
- 1949 Fortaleza
- 1950 Ferroviário
- 1951 Ceará
- 1952 Ferroviário
- 1953 Fortaleza
- 1954 Fortaleza
- 1955 Calouros do Ar
- 1956 Gentilândia
- 1957 Ceará
- 1958 Ceará
- 1959 Fortaleza
- 1960 Fortaleza
- 1961 Ceará
- 1962 Ceará
- 1963 Ceará
- 1964 Fortaleza
- 1965 Fortaleza
- 1966 América
- 1967 Fortaleza
- 1968 Ferroviário
- 1969 Fortaleza
- 1970 Ferroviário
- 1971 Ceará
- 1972 Ceará
- 1973 Fortaleza
- 1974 Fortaleza
- 1975 Ceará
- 1976 Ceará
- 1977 Ceará
- 1978 Ceará
- 1979 Ferroviário
- 1980 Ceará
- 1981 Ceará
- 1982 Fortaleza
- 1983 Fortaleza
- 1984 Ceará
- 1985 Fortaleza
- 1986 Ceará
- 1987 Fortaleza
- 1988 Ferroviário
- 1989 Ceará
- 1990 Ceará
- 1991 Fortaleza
- 1992 Fortaleza, Ceará, Tiradentes, Icasa EC
- 1993 Ceará
- 1994 Ferroviário
- 1995 Ferroviário
- 1996 Ceará
- 1997 Ceará
- 1998 Ceará
- 1999 Ceará
- 2000 Fortaleza
- 2001 Fortaleza
- 2002 Ceará
- 2003 Fortaleza
- 2004 Fortaleza
- 2005 Fortaleza
- 2006 Ceará
- 2007 Fortaleza
- 2008 Fortaleza
- 2009 Fortaleza
- 2010 Fortaleza
- 2011 Ceará
- 2012 Ceará
- 2013 Ceará
- 2014 Ceará
- 2015 Fortaleza
- 2016 Fortaleza
- 2017 Ceará
- 2018 Ceará
- 2019 Fortaleza
- 2020 Fortaleza
- 2021 Fortaleza
- 2022 Fortaleza
- 2023 Fortaleza
- 2024 Ceará

### Titels per club
| Club           | Stad              | Titels | Seizoenen |
| -------------- | ----------------- | ------ | --- |
| Fortaleza      | Fortaleza         | 46     | (1920, 1921, 1923, 1924, 1926, 1927, 1928, 1933, 1934, 1937, 1938, 1946, 1947, 1949, 1953, 1954, 1959, 1960, 1964, 1965, 1967, 1969, 1973, 1974, 1982, 1983, 1985, 1987, 1991, 1992, 2000, 2001, 2003, 2004, 2005, 2007, 2008, 2009, 2010, 2015, 2016, 2019, 2020, 2021, 2022, 2023) |
| Ceará          | Fortaleza         | 46     | (1915, 1916, 1917, 1918, 1919, 1922, 1925, 1931, 1932, 1939, 1941, 1942, 1948, 1951, 1957, 1958, 1961, 1962, 1963, 1971, 1972, 1975, 1976, 1977, 1978, 1980, 1981, 1984, 1986, 1989, 1990, 1992, 1993, 1996, 1997, 1998, 1999, 2002, 2006, 2011, 2012, 2013, 2014, 2017, 2018, 2024) |
| Ferroviário    | Fortaleza         | 9      | (1945, 1950, 1952, 1968, 1970, 1979, 1988, 1994, 1995) |
| Maguari        | Fortaleza         | 4      | (1929, 1936, 1943, 1944) |
| América        | Fortaleza         | 2      | (1935, 1966) |
| Icasa EC       | Juazeiro do Norte | 1      | (1992) |
| Orion          | Fortaleza         | 1      | (1930) |
| Calouros do Ar | Fortaleza         | 1      | (1955) |
| Gentilândia    | Fortaleza         | 1      | (1956) |
| Tiradentes     | Fortaleza         | 1      | (1992) |
| Tramways       | Fortaleza         | 1      | (1940) |

## Eeuwige ranglijst
Clubs die vetgedrukt staan spelen in 2025 in de hoogste klasse.
| Club                      | Stad              | /111 | Periode (1915-2025)                                   |
| ------------------------- | ----------------- | ---- | ----------------------------------------------------- |
| Ceará                     | Fortaleza         | 110  | 1915-1944, 1946-                                      |
| Fortaleza                 | Fortaleza         | 106  | 1918-1929, 1932-                                      |
| Ferroviário               | Fortaleza         | 86   | 1938-2014, 2017-                                      |
| América                   | Fortaleza         | 64   | 1921-1927, 1933-1935, 1938, 1940-1942, 1948-1997      |
| Guarany de Sobral         | Sobral            | 49   | 1967-1998, 2000-2003, 2006, 2009-2017, 2019-2021      |
| Calouros do Ar            | Fortaleza         | 45   | 1953-1968, 1970-1998                                  |
| Quixadá                   | Quixadá           | 44   | 1968-1980, 1982-2000, 2003-2001, 2014-2016            |
| Tiradentes                | Fortaleza         | 42   | 1969-2002, 2005, 2011-2014, 2016-2018                 |
| Guarani de Juazeiro       | Juazeiro do Norte | 38   | 1973-1994,1996-1997, 2005, 2007-2008, 2010-2019, 2023 |
| Icasa EC                  | Juazeiro do Norte | 26   | 1973-1998                                             |
| Maguari                   | Fortaleza         | 23   | 1927-1945, 1972-1975                                  |
| Itapipoca                 | Itapipoca         | 21   | 1994-1997, 1999-2001, 2003-2012, 2014-2017            |
| Gentilândia               | Fortaleza         | 19   | 1934, 1948-1965                                       |
| Atlético Cearense         | Fortaleza         | 18   | 1999-2002, 2004-2008, 2016-2024                       |
| Nacional                  | Fortaleza         | 16   | 1927, 1950-1951, 1953-1956, 1958-1966                 |
| ADRC Icasa                | Juazeiro do Norte | 14   | 2004-2009, 2011-2016, 2021-2022                       |
| Horizonte                 | Horizonte         | 14   | 2008-2015, 2017-2020, 2024-                           |
| Usina Ceará               | Fortaleza         | 12   | 1953-1964                                             |
| Peñarol                   | Fortaleza         | 11   | 1936-1942, 1944, 1947-1949                            |
| Guarany AC                | Fortaleza         | 11   | 1919-1929                                             |
| Maranguape FC             | Maranguape        | 11   | 2002-2004, 2006-2007, 2009-2010, 2015-2018            |
| Flamengo                  | Fortaleza         | 8    | 1923-1924, 1934-1935, 1945-1948                       |
| Crato                     | Crato             | 8    | 2000, 2010-2014, 2021-2022                            |
| Boa Viagem                | Boa Viagem        | 7    | 2001-2004, 2008-2010                                  |
| Barbalha                  | Barbalha          | 6    | 2019-2021, 2023-                                      |
| AD Iguatu                 | Iguatu            | 6    | 2018-2019, 2022-                                      |
| Esporte Limoeiro          | Limoeiro do Norte | 6    | 1995-1999, 2002                                       |
| Limoeiro                  | Limoeiro do Norte | 6    | 2003-2006, 2010-2011                                  |
| Luso                      | Fortaleza         | 5    | 1944-1948                                             |
| Uruburetama               | Uruburetama       | 5    | 1995-1999                                             |
| Caucaia                   | Caucaia           | 5    | 2020-2024                                             |
| Floresta                  | Fortaleza         | 5    | 2018-2020, 2024-                                      |
| Maracanã                  | Maracanaú         | 5    | 2013, 2022-                                           |
| Pacajus EC                | Pacajus           | 4    | 2020-2023                                             |
| Cutuba                    | Fortaleza         | 4    | 1923-1926                                             |
| SC Fluminense             | Fortaleza         | 4    | 1927-1930                                             |
| Itapajé                   | Itapajé           | 4    | 2001, 2002-2003, 2007                                 |
| Rio Negro                 | Fortaleza         | 4    | 1915-1918                                             |
| Botafogo                  | Fortaleza         | 3    | 1921-1923                                             |
| Humaitá                   | Fortaleza         | 3    | 1923-1925                                             |
| Orion                     | Fortaleza         | 3    | 1930-1932                                             |
| Sam Christovam            | Fortaleza         | 3    | 1932-1934                                             |
| Tramways                  | Fortaleza         | 3    | 1939-1941                                             |
| Juazeiro                  | Juazeiro do Norte | 3    | 1999-2001                                             |
| Bangu                     | Fortaleza         | 3    | 1919-1920, 1922                                       |
| Maranguape Foot-Ball Club | Maranguape        | 3    | 1915-1917                                             |
| Stella                    | Fortaleza         | 3    | 1915-1917                                             |
| Hésperia                  | Fortaleza         | 3    | 1917-1919                                             |
| Progresso                 | Fortaleza         | 2    | 1931-1932                                             |
| Argentino                 | Fortaleza         | 2    | 1934-1935                                             |
| Iguatu FC                 | Iguatu            | 2    | 1997-1998                                             |
| Portuguesa                | Crato             | 2    | 1996-1997                                             |
| São Benedito              | São Benedito      | 2    | 2013, 2015                                            |
| Riachuelo                 | Fortaleza         | 1    | 1916                                                  |
| Maranguape SC             | Maranguape        | 1    | 1926                                                  |
| Brasil                    | Fortaleza         | 1    | 1927                                                  |
| Foot-Ball Club            | Fortaleza         | 1    | 1929                                                  |
| Araré                     | Fortaleza         | 1    | 1931                                                  |
| Oriente                   | Fortaleza         | 1    | 1931                                                  |
| Sem Rival                 | Fortaleza         | 1    | 1931                                                  |
| Liceu                     | Fortaleza         | 1    | 1934                                                  |
| Duque de Caxias           | Fortaleza         | 1    | 1935                                                  |
| Paissandu                 | Fortaleza         | 1    | 1936                                                  |
| José de Alencar           | Fortaleza         | 1    | 1937                                                  |
| Carioca                   | Fortaleza         | 1    | 1938                                                  |
| Cavalaria                 | Fortaleza         | 1    | 1938                                                  |
| Colégio Militar           | Fortaleza         | 1    | 1938                                                  |
| Ginásio São João          | Fortaleza         | 1    | 1938                                                  |
| Iracema                   | Fortaleza         | 1    | 1938                                                  |
| Estrela do Mar            | Fortaleza         | 1    | 1939                                                  |
| Fluminense Foot-Ball Club | Fortaleza         | 1    | 1943                                                  |
| Porangaba                 | Fortaleza         | 1    | 1950                                                  |
| Volante                   | Fortaleza         | 1    | 1950                                                  |
| Messejana                 | Fortaleza         | 1    | 1968                                                  |
| América de Russas         | Russas            | 1    | 1996                                                  |
| Russas                    | Russas            | 1    | 1997                                                  |
| Crateús                   | Crateús           | 1    | 2012                                                  |
| Trairiense                | Trairi            | 1    | 2012                                                  |
| Cariri                    | Juazeiro do Norte | 1    | 2025-                                                 |
| Tirol                     | Fortaleza         | 1    | 2025-                                                 |